# العبودية في إثيوبيا

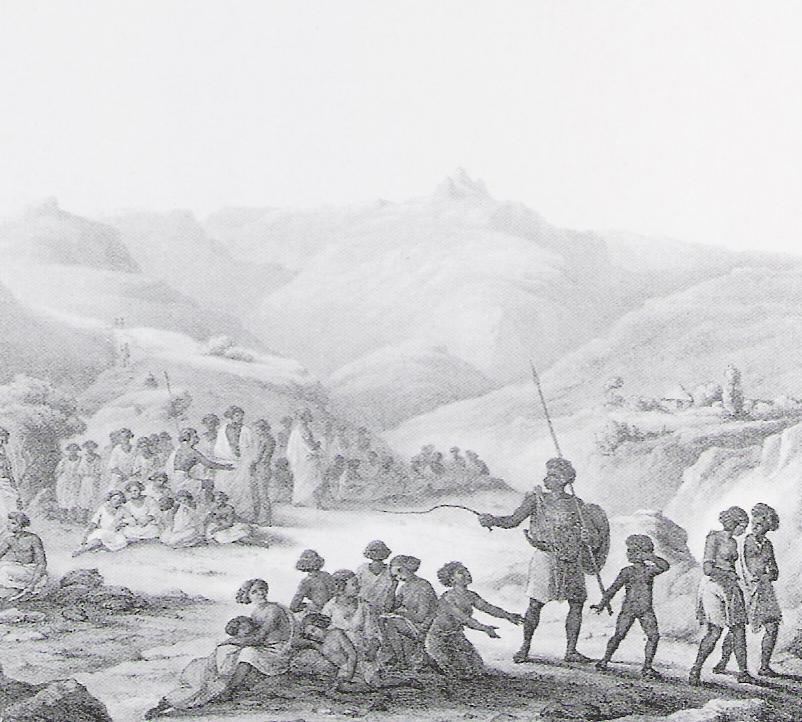
العبودية في إثيوبيا في القرن التاسع عشر.

استمرت العبودية في إثيوبيا لقرون عدة، ويعود تاريخها إلى عام 1495 قبل الميلاد وانتهت في عام 1942. تشير مصادر إلى تصدير العبيد من إمبراطورية أكسوم (100–940 ميلادي). شكلت هذه الممارسة جزءًا لا يتجزأ من المجتمع الإثيوبي. استقدم العبيد عادةً من المجموعات النيلوتية التي عاشت في الأراضي الداخلية الجنوبية لإثيوبيا ومن الأورومو كان أسرى الحرب مصدرًا آخر للعبيد، إلا أن الإدراك والمعاملة والواجبات المتعلقة بهؤلاء الأسرى اختلفت على نحو واضح رغم حظر القانون الديني على أسياد العبيد المسيحيين المشاركة في تجارة العبيد، شارك العديد من تجار العبيد المسلمين الإثيوبيين في تجارة العبيد العربية عادةً ما خدم العبيد كجواري وحراس شخصيين وخدم وأمناء خزانة.
أصبح إلغاء العبودية أولوية عالية بالنسبة لنظام هيلا سيلاسي الذي بدأ في عام 1930. أجبرت الضغوط الدولية على اتخاذ إجراءات، وكان الموضوع شرطًا للعضوية في عصبة الأمم. خلال الحكم الإيطالي، أصدرت حكومة الاحتلال قانونين في أكتوبر 1935 وفي أبريل 1936 ألغت العبودية وحررت 420,000 عبدًا إثيوبيًا. بعد طرد الإيطاليين، عاد الإمبراطور هايلي سيلاسي إلى السلطة وألغى رسميًا العبودية والعمل بالسخرة، بجعلها قانونًا في 26 أغسطس 1942. لاحقًا، صادقت إثيوبيا على اتفاقية الرق لعام 1926 في عام 1969. عقب إلغاء العبودية في الأربعينيات، عادة ما توظف العبيد المحررين كعمال غير مهرة من قبل أسيادهم السابقين.

## تاريخ

### الإمبراطورية الأكسومية
اعتبرت المنطقة الإثيوبية-الإريترية، الواقعة استراتيجيًا بين طريقي تجارة رئيسيين، مركزًا هامًا لتجارة العبيد. كان لها وصول إلى البحر الأحمر من الشرق ووادي النيل من الغرب، مما وصلها بسوق عالمية للعبيد على مر القرون. بالإضافة إلى ذلك، زودت هذه المنطقة العالم الهلنستي والروماني بالعبيد بفضل اتصالاتها بالتجارة المتوسطية. غالبًا ما كانت المناطق الموجودة بين الإمبراطوريات الأكسومية والسودانية، الواقعة في المنطقة النيلو-صحراوية، هدفًا للغارات وأسر العبيد. اشتهر ميناء أدوليس بكونه مركزًا لتجارة العبيد منذ القرن الأول الميلادي، كما ذكر بليني الأكبر. كشفت الحفريات في موقع أكسوم في ماتارا عن هيكل عظمي لإنسان لا يزال يرتدي الأغلال. في القرن السادس، أشار الرحالة اليوناني كوسماس إنديكوبليوستس إلى أن معظم العبيد جاؤوا من الأراضي الداخلية لأكسوم في ساسو (التي تُعتبر اليوم مناطق فازوغلي بالسودان) ومناطق بربرية (الصومال).

### الحقبة المتوسطة
أدت الفتوحات التي أجراها الإمبراطور أمدا سيون إلى الحصول على عدد كبير من العبيد. ذكر المؤرخ الخاص به مرارًا أسره العديد من الأسرى خلال حملاته العسكرية: «ذهب إلى بلاد هادية وقتل [الكثير من] شعب تلك الأرض والباقي جعلهم أسرى مع ملكهم، الكبار [والصغار]، الرجال والنساء، الكبار والصغار، ونقلهم إلى مملكته». تشير العبارات التي استخدمها مؤرخو أمدا سيون في وصف نجاحاته بوضوح إلى أن الغارات لأسر العبيد كانت منتجًا ثانويًا مهمًا للعديد من حملاته: «في هذا الوقت، جاء جمال الدين ملك المسلمين إلى الملك بالعديد من الهدايا وقال: فقد عينتني حاكمًا لديك، وسأفعل ما تشاء. فإنّ أرض المسلمين الآن قد خُربت. اترك ما تبقى في البلاد ولا تدمرها مرة أخرى، حتى يمكنهم العمل لصالحك من خلال التجارة، لأني أنا وجميع الشعوب المسلمة عبيدك. أجابه الملك بغضب قائلًا: ليس عندما أُعض من الضباع والكلاب، أبناء الأفاعي وأطفال الشر الذين لا يثقون بابن الله، أعود إلى عاصمتي؛ وإذا عدت قبل أن أدمر أرض عدل، فلأصبح مثل من ولدتني، أمي؛ لا يُطلق عليّ اسم رجل بل يُطلق عليّ اسم امرأة». تعطي رواية جعزية من العصور الوسطى صورة عن الاستغلالات التجارية: «أجرى التجار المسلمون معاملات تجارية في الهند ومصر وبين شعوب اليونان بأموال الملك. منحهم العاج والخيول الممتازة من شيوا والذهب الأحمر النقي من إناريا... وهؤلاء المسلمون... ذهبوا إلى مصر واليونان وروما وتبادلوها بدمشقيات شديدة الأناقة، مزينة بالأحجار الخضراء والقرمزية وبأوراق من الذهب الأحمر، التي جلبوها للملك». كان العاج سلعة تجارية ثمينة في المملكة منذ العصور القديمة، حيث كانت أنهار تكازي وبركة وأنسابا ومناطق أخرى غنية بالفيلة والحياة البرية الأخرى. نظم الملوك صيد الفيلة بمنعجية وأوكلوا أنيابها لوكلائهم التجاريين.
في القرن الرابع عشر، وصف العالم المسلم العمري تجارة العبيد والتفاعلات بين الإمارات الإسلامية وممالك المرتفعات المسيحية، مشيرًا إلى أن الخصي كان يمارس في مكان يسمى واشلو، جنوب إثيوبيا المسيحية. ثم يتماثل المخصيون للشفاء في إمارة هادية المسلمة قبل بيعهم بأسعار عالية في شبه الجزيرة العربية حيث كان يُقدّر الخصيان بأثمان باهظة. لاحظ فرانسوا-زافييه فوفيل أن هذا التقسيم للعمل بين واشلو، مكان وثني متخصص في الخصي، وهادية، المتخصصة في الشفاء، «كان مدفوعًا بالعقلانية الاقتصادية أقل منه بالنفاق المشترك الذي سمح للمسيحيين والمسلمين بالتعاون في ممارسة كانوا يفضلون عدم رؤية عمليتها».
أقامت الدولة المسيحية الإثيوبية اتصالًا مع شعب «أسود» آخر عرف باسم «الشنكلة»، عاشوا حول المناطق السفلية للنيل الأزرق. بصورة مشابهة لشعب الباريا، أصبحت بلاد الشنكلة هدفًا لغارات الرق من قبل الحبشيين. حسب أنشودة لجندي من القرن الخامس عشر للإمبراطور يشق الأول، أُجبر الشنكلة على دفع الجزية للحبشة. نحو ذلك الوقت تقريبًا، تُرجم قانون يُعرف باسم «فتح نجست» (قانون الملوك) إلى الجعزية وبدأ يُستخدم كالقانون التقليدي للمسيحيين الأرثوذكس الإثيوبيين. استنادًا إلى هذا القانون، تمتع المسيحيون المولودون أحرارًا بالحرية ولم يجز استرقاقهم، بينما يمكن استرقاق غير المسيحيين ممن أسروا في الحرب. . لذا، كان سبب العبودية هو عدم الإيمان، إلا أن تحول العبيد الوثنيين إلى المسيحية بعد إقامة حق الملكية عليهم من قبل الأسياد لم يؤدي إلى إلغاء العبودية. على هذا النحو، وفر القانون أساسًا لاستبعاد واستعباد غير المسيحيين إلى جانب المسيحيين الذين تسبب عدم إيمانهم السابق في عبوديتهم بمبرر ديني.
خلال حكم سارسا دينجل، تحول العديد من الشعوب الوثنية في الجنوب إلى المسيحية لتجنب المزيد من غارات الرق. من بين الذين طلبوا التحويل كان شعب الغفات في منطقة السابقة في داموت؛ وقد استجاب سارسا دينجل لطلبهم في عام 1581. بالمثل، طلب شعب إناريا التحول، والذي قبله سارسا دينجل أيضًا في عام 1587. خلال هجرات الأورومو في القرن السادس عشر، تحول العديد من الشعوب الأصلية إلى غاباروس (القنانة؛ كانت حالة من الرق أو العبودية). تبنى الأورومو الغاباروس بصورة جماعية، ملحقين إياهم بعشيرة القومو في عملية تُعرف باسم موغاسا وجوديفاتشا. من خلال التبني الجماعي، أُعطيت المجموعات المنتسبة أنسابًا جديدة وبدأت في عد أسلافها المفترضين بنفس الطريقة كأقاربهم بالتبني، ومثل الغابارو، طلب منهم دفع الجزية وتقديم الخدمة لفاتحيهم. في داموت، حسب بهري، حاصرت عشيرة بوران الإقليم «استعبدوا الرجال واستولوا على المواشي».
أجرى سوسنيوس الأول ست غارات كبيرة للعبيد ضد الشنكلة في الأراضي المنخفضة الغربية، مما أسفر عن أسر العديد من العبيد من الإناث والذكور. يصف المؤرخ الخاص به بتقليل من قدر لون العبيد بأنه «أسود» وليس «أحمرًا مثل الناس العاديين». حاز سوسنيوس على أعداد كبيرة من العبيد السود الذين نقلهم إلى منطقة جوندار. وفقًا لمانويل دي ألميدا، عُين العديد من هؤلاء العبيد في «أعلى المناصب» في البلاط، وأن الإمبراطور كان يثق بهم أكثر من رعاياه المولودين أحرارًا. يقتبس ألميدا أن الإمبراطور قال مرة إن الرجال الوحيدين الذين كانوا مخلصين له هم الذين «خلقهم وصنعهم من التراب».

### فترة جوندارين
وقعت المزيد من غارات العبيد ضد الشنكيلا الغربية في عهد الإمبراطور فاسيليدس ويوحناس الأول وإياسو الأول. ونتيجة لذلك كان لدى جوندار وأجزاء أخرى من الإمبراطورية المسيحية عدد كبير من العبيد معظمهم من الشنكيلا وغيرهم من "السود" من أقصى الغرب. يذكر جيمس بروس أن كل قسم كان "مليئا بهم" وأن الملك أخذ الأولاد والبنات و"علمهم في وقت مبكر الدين المسيحي". أصبح العديد من هؤلاء العبيد جنودا وكانت هذه القوات من العبيد تعرف باسم الويلاجوش. سرعان ما اكتسب الويلاجوش مثل العديد من قوات العبيد الأخرى في التاريخ قوة سياسية كبيرة. بعد وفاة داويت الثالث في عام 1721 حاول الخدم "السود" في القصر الاستيلاء على السلطة. أمر الإمبراطور باكافا لاحقا بنفي جميع العبيد السود في جوندار وأعلن أن أي شخص يعثر عليه مع واحد في منزله يجب أن يتلقى عقوبة شديدة. ومع ذلك تجاهل الويلاجوش الأمر وبدأ في نهب الريف. تدين السجلات الويلاجوتش وتصرح بأنهم كانوا قتلة استولوا على زوجات في حضور أزواجهن وعذارى أمام أمهاتهن و"كان شرهم معروفا للعالم أجمع". ثم أرسل بافاكا قوة ونصب كمينا للويلاجوتش جنوب جوندار مباشرة. قُتل العديد ونُفي أولئك الذين أسروا. يذكر المؤرخ أن هذا النصر أدى إلى الكثير من الابتهاج في جوندار التي يدعي أن مواطنيها كانوا ليكونوا جميعا ضحايا لو نجح الويلاجوتش.
أطلق أنيستاسيوس حملة ضد التولاما في شيوا حيث قيل إنه أسر الآلاف من العبيد الأورومو.

### من القرن الثامن عشر إلى القرن العشرين
قبل التوسع الإمبراطوري إلى الجنوب كانت أساندابو وساكا وهيرماتا وبونجا أسواق العبيد الأساسية لمملكة جودورو وليمو إيناريا وجيما وكافا. كانت القرى التجارية المجاورة لهذه الأسواق الرئيسية في جنوب غرب إثيوبيا مليئة دائما بالعبيد الذين استبدلتهم الطبقات العليا بالسلع المستوردة التي كانت تطمع فيها. كان العبيد يُنقلون سيرا إلى أسواق التوزيع الكبيرة مثل باسو في غوجام وعليو أمبا وعبد الرسول في شيوا. كان المصدر الأساسي للعبيد في الأراضي الجنوبية هو الحروب والغارات المستمرة بين العشائر والقبائل المختلفة والتي استمرت لآلاف السنين وعادة ما تتبع ذلك عبودية واسعة النطاق كانت شائعة جدا خلال معارك تلك الحقبة. غالبا ما كان يتم توفير العبيد من قبل حكام مختلفين قاموا بمداهمة جيرانهم. وفقا لدونالد ليفين كان من الشائع رؤية الأورومو يصنعون عبيدا من شعب كونسو. كانت المجاعة مصدرا آخر للعبيد وخلال أوقات الجفاف المتكرر وانتشار أمراض الماشية كانت أسواق العبيد في جميع أنحاء البلاد تغمرها ضحايا المجاعة. على سبيل المثال أجبرت المجاعة الكبرى في عامي 1890 و1891 العديد من الناس من الشمال المسيحي (تيغراي وإريتريا في العصر الحديث) وكذلك جنوب إثيوبيا على بيع أطفالهم وفي بعض الأحيان أنفسهم كعبيد للتجار المسلمين. وبما أن الشريعة الدينية لم تسمح للمسيحيين بالمشاركة في التجارة فقد هيمن المسلمون على تجارة الرقيق وغالبا ما ذهبوا إلى أماكن أبعد وأبعد للعثور على الإمدادات.
في جنوب إثيوبيا مارس ملوك جيبي وكافا حقهم في استعباد وبيع أطفال الآباء الفقراء للغاية الذين لا يستطيعون دفع ضرائبهم. غوما هي إحدى ولايات جيبي المجاورة لإيناريا حيث حكم أبا بوجيبو وتحت حكمه كان عدد سكان غوما أكثر من أي دولة أخرى محكوم عليها بالعبودية. قبل تبني أبا ريبو للإسلامية كانت عادة بيع عائلات بأكملها بسبب جرائم بسيطة يرتكبها فرد واحد عادة.
في ولايات أورومو المركزية في وديان جيبي وديديسا كان قطاع الزراعة والصناعة يتم بشكل أساسي من خلال عمالة العبيد. تشمل ولايات جيبي جيما وغودرو وليمو إيناريا وجيرا. بجوار ولايات أورومو الغربية كانت هناك مملكة كافا الأوموتية بالإضافة إلى ولايات جنوبية أخرى في أحواض نهري جوجاب وأومو حيث كان العبيد هم المنتجون الزراعيون الرئيسيون. في ولايات جيبي كان ثلث السكان من العبيد بينما كان العبيد يشكلون ما بين نصف وثلثي السكان في ممالك جيما وكافا ووالامو وجيرا وجانجيرو وكوتشا. حتى مملكة كافا قللت من عدد العبيد بحلول منتصف القرن التاسع عشر خوفا من عدد سكانها الكبير المستعبدين. كان العمل بالسخرة في قطاع الزراعة في جنوب غرب إثيوبيا يعني أن العبيد يشكلون نسبة أعلى من السكان مقارنة بشمال إثيوبيا حيث كان المنتجون الزراعيون في الغالب من الجبار الأحرار. كان الجبار يمتلكون أراضيهم الخاصة كـ "مُستعبدين" وكان التزامهم القانوني هو دفع خمس إنتاجهم كضريبة على الأرض وعشر آخر بإجمالي ثلث الإنتاج الإجمالي المدفوع كضريبة يتم تقاسمها بين حامل الغولت والدولة. بالإضافة إلى هذه الضرائب كان على فلاحي شمال إثيوبيا التزامات غير رسمية حيث أُجبروا على "القيام بالسخرة (العمل القسري)" مثل الزراعة وطحن الذرة وبناء المنازل والأسوار التي استغرقت ما يصل إلى ثلث وقتهم. تم تطبيق نفس نظام الجبار هذا على جنوب إثيوبيا بعد توسع مملكة شيوان بينما تم جعل معظم الطبقات الحاكمة الجنوبية بالاباتيس (حاملي الغولت) حتى ألغى الإمبراطور هيلا سيلاسي الإقطاعية (غولتينيا) المؤسسة المركزية للإقطاع في جنوب وشمال إثيوبيا بحلول عام 1966 بعد ضغوط محلية متزايدة من أجل إصلاح الأراضي. شهد القرن التاسع عشر نموا غير مسبوق في العبودية في البلاد وخاصة في مدن أورومو الجنوبية والتي توسعت مع نمو تدفق العبيد. في المرتفعات المسيحية وخاصة في مقاطعة شوا كان عدد العبيد كبيرا جدا بحلول منتصف القرن. ومع ذلك على الرغم من غارات الحرب لم يتم اعتبار الأورومو من قبل مجموعات الأمهرا المرتفعة باعتبارهم من "الباريا" عرقيا نظرا لأصولهم الأفريقية الآسيوية المشتركة.

### في القرن العشرين
صرحت إثيوبيا للجنة العبودية المؤقتة (1923-1925) أنه في حين أن العبودية في إثيوبيا لا تزال قانونية إلا أنها في طور الاختفاء التدريجي: وأن تجارة الرقيق كانت تحتضر وأنه من المحظور بيع العبيد أو إهدائهم أو وصيتهم وأن كل طفل يولد لعبد بعد عام 1924 سيولد حرا وأن العبيد السابقين سيعادون إلى بلدهم الأصلي وأن العبيد السابقين الصغار سيحصلون على التعليم.
خلال فترة لجنة العبودية المؤقتة تم اكتشاف تجارة الرقيق المزدهرة بين السودان وإثيوبيا: تم تنفيذ غارات الرقيق من إثيوبيا إلى مقاطعتي الفونج والنيل الأبيض في جنوب السودان وأسر غير المسلمين من بيرتا وغوموز وبورون الذين تم شراؤهم من تجار الرقيق الإثيوبيين من قبل المسلمين السودانيين العرب في السودان أو عبر الحدود في إمبراطورية إثيوبيا المستقلة.
كان أبرز تجار الرقيق هو خوجلي الحسن شيخ "وتاويت" من بيلا شنقول في والاجي وزوجته الرئيسية ست آمنة التي اعترف بها البريطانيون كرئيسة لوحدة إدارية في السودان في عام 1905. جمع خوجلي الحسن العبيد - عادة الفتيات والفتيان أو الأطفال المراهقين - عن طريق الاختطاف أو عبودية الديون أو كجزية من رعاياه الإقطاعيين وكان يرسلهم عبر الحدود إلى زوجته التي تبيعهم للمشترين في السودان.
أفاد القنصل البريطاني هودسون في إثيوبيا أن مرسوم عام 1925 لم يكن له تأثير عملي على العبودية وتجارة الرقيق التي تتم عبر الحدود السودانية الإثيوبية إلى تيشانا: طالب الإثيوبيون بالضرائب وأخذوا أطفال الأشخاص الذين لا يستطيعون الدفع واستعبدوهم وكانت غارات العبيد لا تزال تشن ضد القرى في الليل من قبل قطاع الطرق الذين يحرقون الأكواخ ويقتلون كبار السن ويستعبدون الصغار. في إحدى المرات في مارس 1925 عندما تم القبض على قطاع الطرق صادر جنود الحكومة العبيد الأسيرين البالغ عددهم 300 عبد وقسموهم بدلا من ذلك كعبيد لجنودهم وتم بيع النساء والأطفال مقابل 15 مليون دولار في إثيوبيا وكان المرسوم الرسمي لمكافحة العبودية لعام 1925 مجرد إجراء شكلي. في عام 1927 ورد أن تاجر الرقيق خوجلي الحسن "شيخ الوتاويت" من بيلا شنجول في والاجي قام بتهريب 13000 عبد من إثيوبيا إلى السودان عن طريق زوجته ست آمنة. في عام 1929 شنت إثيوبيا غارات على العبيد في كينيا البريطانية وكانت تجارة الرقيق مستمرة في السودان مما ساهم في دعم بريطانيا لتأسيس لجنة الخبراء المعنية بالعبودية التابعة لعصبة الأمم.
في أغسطس 1932 أسس الإمبراطور إدارة العبودية تحت قيادة ليكاماكواس مانغاشا وليج أليمايو تيني وكانت مهمتها الإشراف على تنفيذ قوانين مكافحة العبودية الجديدة ومحاكم العبودية: كان من المقرر تسجيل جميع العبيد وعدم اضطهاد العبيد اللاجئين وحظر تجارة الرقيق وعدم ولادة أي شخص في العبودية من الآن فصاعدا وتحرير العبيد الحاليين في غضون عام من وفاة أصحابهم. في هذه المرحلة من الزمن قدرت جمعية مكافحة العبودية عدد العبيد في إثيوبيا بما لا يقل عن مليوني شخص. بحلول ديسمبر 1933 ومع ذلك وردت تقارير تفيد بأن إدارة العبودية كانت في الواقع لا تعمل بسبب عدم الكفاءة والفساد والصراعات بين الموظفين: فقد انهار تسجيل العبيد ولم يتم إعادة توطين العبيد المحررين أو توفير التعليم لهم وتم اعتقال ليج أليمايو تيني واشتكى البريطانيون من غارات العبيد التي شنت من إثيوبيا عبر الحدود.
وصف تقرير عام 1936 للجنة الاستشارية للخبراء بشأن العبودية غارة على العبيد من إثيوبيا إلى السودان لكن هذه الغارة كانت آخر الغارات المبلغ عنها.

## تجارة الرقيق في شرق أفريقيا

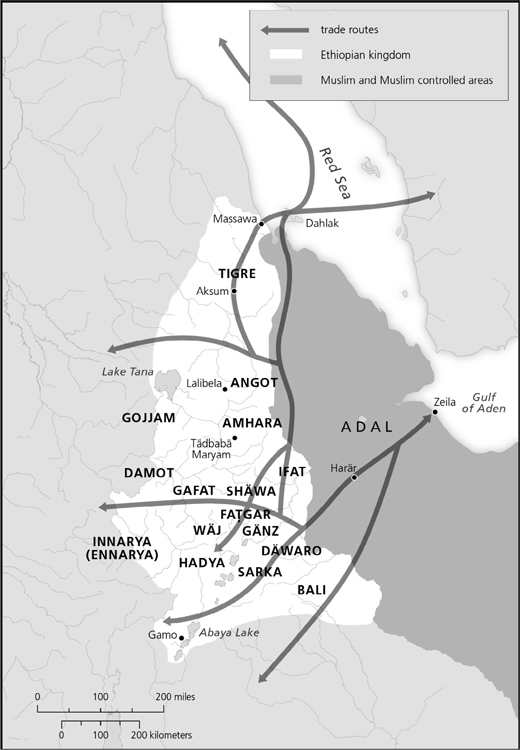
الطرق التاريخية لتجارة الرقيق الإثيوبية.

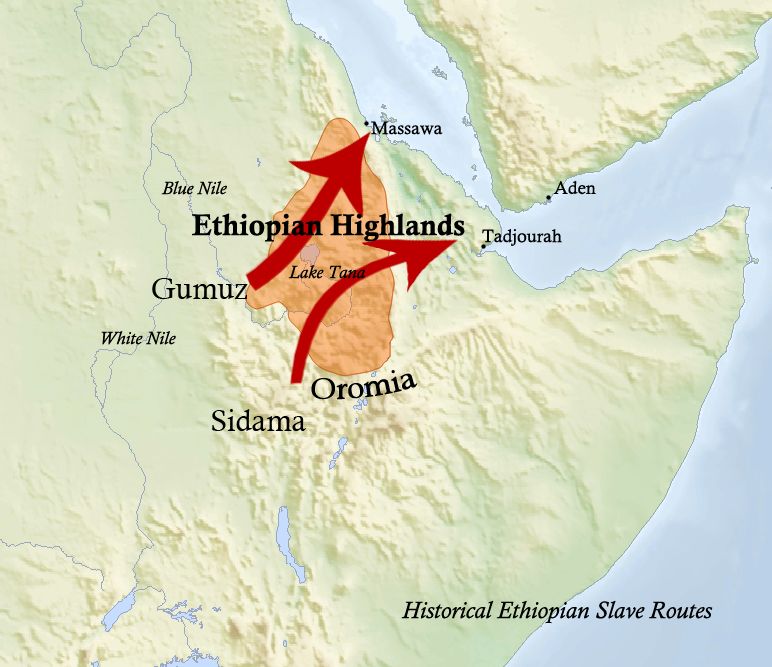
خريطة طرق تجارة الرقيق في إثيوبيا.

يظهر العبيد الإثيوبيون في السجلات العربية منذ منتصف القرن السابع. تذكر السجلات الأرشيفية التي تم جمعها في نهاية حكم السلطان الرسولي المظفر يوسف في تسعينيات القرن الثالث عشر أن العبيد الرئيسيين القادمين إلى اليمن كانوا من أصول عرقية أمهرية وتيجراي وكانوا يشحنون من مدينة الميناء الصومالية زايلا. كان الخصي من أصل أمهرية يكلف 4 دنانير بينما تكلف المحظية دينارين. وفقا لفرانسيسكو ألفاريس كانوا موضع تقدير كبير من قبل العرب الذين "لم يسمحوا لهم بالرحيل بأي ثمن". كانت شبه الجزيرة العربية وبلاد فارس والهند ومصر مليئة بالعبيد من إثيوبيا وتحديدا من المقاطعات الجنوبية غير المسيحية الذين بعد اعتناقهم الإسلام أصبحوا "مورا جيدين ومحاربين عظماء". كانت النساء الإثيوبيات في الغالب من الخدم المنزليين على الرغم من أن البعض منهن عملن كعمال زراعيين أو كرعاة أو بحارة أو سائقي جمال أو بنائين، إلخ. وكان أكثر الرجال حظا يعملون كمسؤولين أو حراس شخصيين للحاكم والأمراء أو كمديرين للتجار الأثرياء. وبجانب الفتيات الجاويات والصينيات اللاتي تم جلبهن من الشرق الأقصى كانت الإناث الإثيوبيات الصغيرات من بين أكثر المحظيات قيمة. وغالبا ما كانت أجملهن يتمتعن بأسلوب حياة ثري وأصبحن عشيقات النخبة أو حتى أمهات للحكام. كما استحوذ تجار الرقيق في الأجزاء الجنوبية من إثيوبيا على عدد صغير من الخصيان. وكانوا يتألفون في الغالب من أطفال صغار وعاشوا حياة أكثر امتيازا وحققوا أعلى الأسعار في الأسواق العالمية الإسلامية بسبب ندرتهم. وخدموا في حريم الأثرياء أو الأماكن المقدسة المحروسة. انعكست الأعداد الكبيرة من العبيد الذين تم تصديرهم إلى الجزيرة العربية بشكل عام في البشرة الداكنة لسكان تهامة كما علق عمارة بن أبي الحسن اليماني في القرن الثاني عشر: "إن عرب تهامة هم أطفال الجواري السود وكان الجلد الأسود مشتركا بين العبيد والأحرار على حد سواء".

### سلطنة عدل
لقد زاد عدد العبيد الذين يتم تصديرهم من إثيوبيا بشكل كبير في أواخر القرن الخامس عشر والنصف الأول من القرن السادس عشر عندما استولى التجار المسلمون المحليون وسارقو العبيد عليهم وباعوهم أو أرسلوهم كهدية إلى العرب إلى شبه الجزيرة العربية ومصر. كان ميناء زيلع على الساحل الصومالي (أرض الصومال الحديثة) أكبر سوق للعبيد في القرن الأفريقي حيث حصل التجار من شبه الجزيرة العربية على العبيد. ويبدو أن المصدر الرئيسي للعبيد الحبشيين للعالم العربي نشأ من سلطنة عدل التي استولى عليهم من الحرب. ووفقا للمقريزي باع السلطان العدلي جمال الدين العديد من الأمهرا كعبيد إلى أماكن بعيدة مثل اليونان والهند. وبحلول نهاية بعض معاركه كان يوزع 3 عبيد أمهرا على أفقر المسلمين. يذكر المؤرخ أولريش براوكامبر أن هذه الأعمال من التأريخ الإسلامي في حين توضح نفوذ ووجود سلطنة عدل العسكرية في جنوب إثيوبيا تميل إلى المبالغة في التأكيد على أهمية الانتصارات العسكرية التي أدت في أفضل الأحوال إلى السيطرة الإقليمية المؤقتة في مناطق مثل بيل. وفقا لفرانسيسكو ألفاريس هاجم الإمام محفوظ الأحباش المسيحيين عندما كانوا ضعفاء جسديا أثناء الصوم الكبير وتمكن من خطف ما لا يقل عن 19000 حبشي باعهم على الفور لأصدقائه في شبه الجزيرة العربية. ذكر ألفاريس أن الأداليين شنوا حربا مستمرة على المسيحيين وأرسلوا غنائم معاركهم كقرابين لحلفائهم في مكة والقاهرة. كتب لودوفيكو دي فارتيما الذي زار زيلا في عام 1503 أن الميناء كان مكانا هائلا لحركة المرور وخاصة للعبيد الإثيوبيين. ويصرح قائلا:
كانت زيلع الميناء الجنوبي الأكثر ارتيادا من قبل التجار العرب الذين كان مركزهم الرئيسي في هذه المناطق هو عدن حيث كانت الظروف التجارية والمناخية أكثر ملاءمة. ومن خلال زيلع وبدرجة أقل بربرة كان يمر التيار الرئيسي للعبيد من المناطق الداخلية الإثيوبية.
أدت فتوحات الإمام أحمد بن إبراهيم الغازي إلى بيع أعداد أكبر من العبيد الإثيوبيين إلى الشرق الأوسط. وكما ذكرت إحدى السجلات الإثيوبية المحلية أينما ذهب هو ورجاله "كانوا يأخذون الشباب والفتيات والصبيان والبنات إلى حد بيعهم في الخارج للقيام بمهمة الاستعباد البائسة". ووفقا لريتشارد بانكهورست فإن جميع الإثيوبيين الذين أسرهم الإمام أحمد تقريبا بيعوا لاحقا لتجار أجانب مقابل الأسلحة النارية والمدافع. وذكر أحد اليسوعيين البرتغاليين أن أدال تمكن من بيع "الآلاف" من العبيد الإثيوبيين للتجار من عبر البحر مثل العرب والأتراك والفرس والهنود. وكان من بين الأشخاص الذين تم بيعهم ميناس ابن الإمبراطور داويت الثاني. في عام 1543 هزم الإمبراطور جيلاوديووس أخيرا جيش أدال وقتل زعيمه وبمساعدة فرقة صغيرة من الجنود البرتغاليين تم فدية ميناس واثنين آخرين من الأسرى رفيعي المستوى في عام 1544.

### الانتقام في عهد جيلاوديووس
في فبراير 1548 أصدر الإمبراطور جيلاوديووس مرسوما يحظر بيع المسيحيين الإثيوبيين للعرب تحت طائلة عقوبة الإعدام. ويبدو أن التجار العرب والمسلمين المحليين كانوا أهدافا خاصة فقد وجد الإمبراطور فكرة بيع مسيحي إثيوبي لمسلم عربي مسيئة للغاية لدرجة أنه حكم على أي متجاوز بالإعدام. كان التاجر الأجنبي ملزما بتجنب شراء مسيحي. لا يمكن بيع الأسير ما لم يثبت أنه غير مسيحي. لم يكن هدف جيلاوديووس إنهاء تجارة العبيد المسيحيين تماما لكن تصديرهم إلى الخارج هو ما اعتبره أمرا شائنا. وقد ذكر أحد المبشرين اليسوعيون حالة حيث خالف تاجر مسلم هذا القانون وتم إعدامه لاحقا:

### الانحدار
بعد هجرات الأورومو فقدت الإمبراطورية الإثيوبية السيطرة على معظم أراضيها الوثنية الجنوبية مما سمح لها بأن تصبح أهدافا لغارات العبيد من قبل المسلمين المحليين. وعلى الرغم من سقوط سلطنة عدل ظلت الصادرات الرئيسية لإمارة هرر هي العبيد. ووفقا لريتشارد بانكهورست كانوا جميعا تقريبا من شعب الأورومو الوثني. وعندما جفت العبودية في منطقة البحر الأسود (المصدر التقليدي للعبيد الإناث للسوق العربية) أدى ذلك إلى زيادة الطلب على العبيد الإناث من الأورومو بسبب "جمالهن الذي لا يرقى إليه الشك ومزاجه الجنسي المستعد". على الرغم من أن تصدير العبيد من إثيوبيا إلى شبه الجزيرة العربية انخفض بشكل كبير خلال هذه الفترة. لاحظ وكيل فرنسي في شبه الجزيرة العربية أن السود من غرب إفريقيا يشكلون أكبر مجموعة من العبيد حيث أصبحت حركة المرور من إثيوبيا صعبة للغاية. وانخفض ميناء زيلع بشكل كبير بسبب انخفاض صادرات العبيد. وجدها إيزنبرغ وكرابف "في حالة خراب في معظمها" وافترضا بشكل صحيح أنها كانت ذات أهمية كبيرة سابقا على الرغم من أن كرابف لاحظ حفنة من العبيد الأورومو في الميناء. كان ميناء العبيد الرئيسي في إثيوبيا بحلول القرن التاسع عشر هو تاجورة والتي وصفت بأنها "مدينة تاجر العبيد" وكانت جديرة بالملاحظة باعتبارها المكان الذي سيشاهد فيه العديد من العبيد من الداخل الإثيوبي "آخر ما لديهم في إفريقيا".
ابتداء من القرن التاسع عشر شن البريطانيون بدعم من قوتهم البحرية المتفوقة حملة مناهضة للعبودية على طول البحر الأحمر وساهموا كثيرا في الحد بشكل كبير من تصدير العبيد من إفريقيا إلى شبه الجزيرة العربية. بعد اكتمال قناة السويس أصبح إلغاء تجارة الرقيق في هذه المنطقة خاضعا للحتمية السياسية المتمثلة في حماية خطوط النقل من الحكم البريطاني. في عام 1875 ضمت إمارة هرر إلى خديوي مصر. بعد الضم المصري انتهى تصدير العبيد من الداخل الإثيوبي فجأة وتم حظره رسميا في عام 1877 بعد اتفاقية تجارة الرقيق الأنجلو-مصرية.

## أشكال العبودية
وجدت أشكال متعددة من العبودية والاستعباد طوال التاريخ الأفريقي وتشكلت من خلال ممارسات العبودية الأصلية بالإضافة إلى مؤسسة العبودية الرومانية (ووجهات النظر المسيحية اللاحقة حول العبودية) والمؤسسات الإسلامية للعبودية عبر تجارة الرقيق الإسلامية وفي النهاية تجارة الرقيق عبر الأطلسي. كانت العبودية جزءا من البنية الاقتصادية للمجتمعات الأفريقية لعدة قرون على الرغم من تباين المدى. في أفريقيا جنوب الصحراء الكبرى كانت علاقات العبيد معقدة غالبا مع منح الحقوق والحريات للأفراد المحتجزين في العبودية والقيود المفروضة على البيع والمعاملة من قبل أسيادهم.

## الطبيعة والخصائص
كانت العبودية كما تمارس داخل إثيوبيا تختلف تبعا لفئة العبيد المعنيين. كان العبيد من قبيلة شنقلة "التيكور" (حرفيا "أسود" مع دلالة على "ذوي البشرة الداكنة") يباعون عموما بأبخس الأثمان. وكان يتم تكليف بعضهم بالعمل في المنزل أو الحقل بينما كان البعض الآخر يصبحوا جنودا.
من ناحية أخرى كان العبيد من قبيلة أورومو وسيداما "القاي" (حرفيا "خفيفي اللون" مع دلالة على "ذوي البشرة الفاتحة") يتمتعون بقيمة أعلى بكثير وكانوا يفرزون بعناية وفقا للمهنة والعمر: كان يطلق على الأطفال الصغار جدا حتى سن العاشرة اسم "مامول". وكان سعرهم أقل قليلا من سعر الأولاد الذين تتراوح أعمارهم بين عشر إلى ستة عشر عاما. وكان هؤلاء الشباب المعروفون باسم "جوربي" مخصصين للتدريب كخدم شخصيين. وكان الأورومو على وجه الخصوص مطلوبين في شبه الجزيرة العربية وانتهى بهم المطاف هناك. وكان الرجال في العشرينيات من العمر يطلق عليهم اسم "كاداما". نظرا لأنهم كانوا يعتبرون أنهم تجاوزوا سن التدريب فقد تم بيعهم بسعر أقل قليلا من سعر جوربي. وبالتالي انخفضت قيمة الذكر مع تقدم العمر. كانت الإناث الأكثر احتراما ومطلوبة هن الفتيات في سن المراهقة اللاتي أطلق عليهن اسم ووسيف. كانت الأكثر جاذبية من بينهن مقدرا لهن أن يصبحن زوجات ومحظيات. تم تقييم النساء الأكبر سنا وفقا لقدرتهن على أداء الأعمال المنزلية بالإضافة إلى قوتهن.

## الإلغاء
تعود الجهود الأولية لإلغاء العبودية في إثيوبيا إلى أوائل خمسينيات القرن التاسع عشر عندما حظر الإمبراطور تيودروس الثاني تجارة الرقيق في منطقته وإن كان ذلك دون تأثير كبير. فقط وجود البريطانيين في البحر الأحمر أدى إلى أي ضغط حقيقي على التجارة. كما حظر الإمبراطور تيودروس الثاني والإمبراطور يوحنا الرابع العبودية ولكن بما أن جميع القبائل لم تكن ضد العبودية وحقيقة أن البلاد كانت محاطة من جميع الجوانب بغزاة العبيد والتجار لم يكن من الممكن قمع هذه الممارسة تماما حتى بحلول القرن العشرين. بحلول منتصف تسعينيات القرن التاسع عشر كان منليك يقمع التجارة بنشاط ويدمر مدن سوق العبيد سيئة السمعة ويعاقب تجار العبيد بالبتر. وفقا لكريس بروتي حظر منليك العبودية بينما كان من المستحيل عليه تغيير رأي شعبه فيما يتعلق بهذه الممارسة القديمة والتي كانت منتشرة على نطاق واسع في جميع أنحاء البلاد.
للحصول على اعتراف دولي بأمته تقدم هيلا سيلاسي رسميا للانضمام إلى عصبة الأمم في عام 1919. تم رفض قبول إثيوبيا في البداية بسبب المخاوف بشأن العبودية وتجارة الرقيق والأسلحة في البلاد. قادت إيطاليا وبريطانيا العظمى الدول المعارضة لقبول إثيوبيا في عصبة الأمم مستشهدين بالعبودية في إثيوبيا كسبب رئيسي لمعارضتهم. تم قبول إثيوبيا في النهاية في عام 1923 بعد التوقيع على اتفاقية سان جيرمان والتي وافقت فيها على بذل الجهود لقمع العبودية. وفي وقت لاحق عينت عصبة الأمم لجنة العبودية المؤقتة في عام 1924 للتحقيق في العبودية في جميع أنحاء العالم. وعلى الرغم من التدابير الواضحة على العكس من ذلك استمرت العبودية قانونية في إثيوبيا حتى مع توقيعها على اتفاقية العبودية لعام 1926.
ثم أصبح إلغاء العبودية أولوية قصوى لإدارة هيلا سيلاسي التي بدأت في عام 1930. كانت سياسته هي الإعلان عن إلغاء العبودية مع تنفيذها تدريجيا لتجنب تعطيل الاقتصاد الريفي. تم حشد الضغط الدولي الرئيسي من قبل الغرب مع شخصيات حقوق مدنية مثل تكلي هاواريات تكلي مريم التي قادت حركة إلغاء العبودية أثناء العمل من خلال عصبة الأمم. تحت ذريعة إلغاء العبودية (وحادث حدودي) غزت إيطاليا إثيوبيا في عام 1935. تجاهلت إيطاليا الإدانة الدولية ومطالب عصبة الأمم بالمغادرة. أثناء الحكم الإيطالي أصدرت حكومة الاحتلال قانونين في أكتوبر 1935 وفي أبريل 1936 ألغيا العبودية وحررا 420.000 عبد إثيوبي. بعد طرد الإيطاليين عاد الإمبراطور هيلا سيلاسي إلى السلطة وألغى بسرعة الممارسة الفعلية في عام 1942.

## الإرث
على الرغم من إلغاء العبودية في أوائل الأربعينيات بعد حظرها تحت الاحتلال الإيطالي في عام 1936 إلا أن آثار هذه المؤسسة الطويلة الأمد في إثيوبيا ظلت قائمة. لا يزال التمييز العرقي ضد مجتمعات "الباريا" أو "شنكيلا" في إثيوبيا قائما مما يؤثر على الوصول إلى الفرص والموارد السياسية والاجتماعية.
كما شغل بعض العبيد في إثيوبيا أو أحفادهم أعلى المناصب. أبراهة وهو عبد سابق لتاجر بيزنطي كان يدير أعمالا تجارية في عدوليس وفقا لبروكوبيوس. كان هابتي جيورجيس ديناجدي وبالشا أبانيفسو في الأصل عبيدا تم أسرهم كسجناء حرب في بلاط منليك وانتهى بهم الأمر إلى أن يصبحوا أعضاء أقوياء في الحكومة. وخاصة هابتي جيورجيس الذي أصبح وزيرا للحرب وأول رئيس وزراء للإمبراطورية والذي أصبح فيما بعد صانع الملوك في إثيوبيا بعد وفاة منليك. كانت إيجيجايهو ليما أديامو والدة الإمبراطور منليك الذي أسس إثيوبيا الحديثة عبدة. كان منجستو هايلي مريم الذي أعلن الجمهورية وحكم إثيوبيا بأيديولوجية ماركسية لينينية هو ابن عبد سابق.